# 3-グリセリン酸ホスファターゼ
3-ホスホグリセリン酸ホスファターゼ(3-phosphoglycerate phosphatase, EC 3.1.3.38)は、以下の化学反応を触媒する酵素である。
D-グリセリン酸 3-リン酸 + H2O {\displaystyle \rightleftharpoons } D-グリセリン酸 + リン酸
この酵素は加水分解酵素、特にリン酸モノエステル加水分解酵素に分類される。系統名はD-グリセリン酸-3-リン酸 ホスホヒドロラーゼ(D-glycerate-3-phosphate phosphohydrolase)であり、他にD-3-Phosphoglycerate phosphatase、3-PGA phosphatase等とも呼ばれる。グリシン、セリン、トレオニンの代謝に関与している。